# Ramahlwe Mphahlele
Ramahlwe Mphahlele (sinh ngày 1 tháng 2 năm 1990 ở Ga Mphahlele, Limpopo) là một hậu vệ bóng đá người Nam Phi và tiền vệ từng thi đấu với câu lạc bộ Premier Soccer League Mamelodi Sundowns. Hiện tại anh thi đấu cho Kaizer Chiefs.